# Aanslagen in Jakarta op 14 januari 2016
De aanslagen in Jakarta op 14 januari 2016 waren een reeks terreuraanslagen in de Indonesische hoofdstad Jakarta waarbij vier burgers en vier terroristen om het leven kwamen. Vierentwintig mensen raakten gewond. Dezelfde dag eiste de IS de aanslag op.

## Verloop
Om ca. 10.40 uur (5.30 uur Nederlandse tijd) pleegde een onbekend aantal terroristen aanslagen op verschillende plaatsen in Jakarta, waarbij werd geschoten en explosies te horen waren. Tweeënhalf uur later eiste IS de aanslagen op. Het was de eerste grote terreurdaad in Jakarta sinds die in 2009.

## Daders
Bahrun Naim (1983-2018). Raim was in 2014 verhuisd naar Raqqa in Syrië en was al op 27-jarige leeftijd (sinds 2010) bekend bij de autoriteiten. Hij onderhield een blog waarin hij terroristische aanslagen prees. Hij werd in november 2010 aangehouden en zeven maanden later veroordeeld voor verboden wapenbezit. De rechtbank vond onvoldoende bewijs om hem te veroordelen voor terrorisme. Op 8 juni 2018 werd hij gedood bij een Amerikaanse luchtaanval.
Aman Abdurrahman (1972) werd in 2018 veroordeeld voor deze daad. Hij kreeg de doodstraf opgelegd.
De andere drie daders zijn omgekomen.